# Гарволин
Гарво́лин (пол. Garwolin; идиш מירוואַן‎ / Mirwan) — город в Польше, входит в Мазовецкое воеводство, Гарволинский повят. Имеет статус городской гмины. Занимает площадь 22,08 км². Население — 17 174 человек (на 2015 год).

## География
Город располагается в юго-восточной части Гарволинской равнины, в 60 км к югу от Варшавы и в 100 км к северу от Люблина. Через город протекает река Вильга, являющаяся притоком Вислы.

## История
27 июля 1423 года Гарволин получил статус города. В 1466 году в городе была построена деревянная церковь, которая сгорела в 1825 году. В 1839 году был построен новый каменный храм, на месте которого на рубеже XIX—XX веков была построена современная церковь Преображения Господня.
В 1565 году город насчитывал 260 домов. В XVI веке Гарволин был центром пивоварения. Во время Шведского потопа город был разрушен на 90 %, в нём осталось около 50 домов. С 1795 года после третьего раздела Польши город входил в состав Австро-Венгрии, с 1815 года — в состав Царства Польского. В XIX веке развитию города способствовало строительство люблинского тракта и железнодорожной дороги Варшава-Люблин.
22 марта 1863 года отряды польских повстанцев безуспешно пытались освободить город от русских войск. С 1892 по 1914 год в Гарволине располагался 13-й драгунский полк.
В 1866 году город стал административным центром нового Гарволинского повята. В этом же году город насчитывал 2350 жителей.
Во время битвы за Варшаву 1920 года в городе с 17 по 18 августа располагался штаб Йозефа Пилсудского.
В 1921—1939 годы в городе располагались казармы 1-й стрелецкий кавалерийский полк имени императора Наполеона.
С осени 1939 года город входил в состав Генерал-губернаторства. С января 1941 года городом управлял окружной администратор (kreishauptmann) Карл Фройденталь (Karl Freudenthal). Одним из первых его указов было выселение всех евреев из города и их отправка в гетто окрестных городов. К концу 1942 года по указам Карла Фройденталя было расстреляно около 890 жителей города и депортировано в концлагеря или на принудительные работы около 2100 человек. За эти преступления суд Польского подпольного государства приговорил его к смертной казни. Был застрелен 5 июля 1944 года отрядом Армии Крайовой «AK Garwolin».
27 июля 1944 года в город освободили воинские подразделения 2-й танковой армии 1-го Белорусского фронта.

## Транспорт
Город не имеет собственной железнодорожной станции. В 5 км от города проходит железная дорога № 7 Варшава — Люблин. Станция Гарволин находится в деревне Воля-Ребковская. С 1894 года город обслуживала станция Вильга (сегодня — станция Руда-Талубская). С 1914 года Гарволин обслуживали две железнодорожные станции — Мирван и Гарволин.
Автобусную связь с Варшавой и ближайшими населёнными пунктами обслуживает местная автобусная фирма «PKS Garwolin». Имеется автостанция.

## Достопримечательности
Памятники Мазовецкого воеводства
- Церковь Преображения Господня
- Парк «Сульбины», ул. Любельская, 50
- Усадьба, ул. Студзиньского, 28
- Кавалерийские конюшни, аллея Легионов,
- Дом на ул. Сташица, 15 (сегодня здесь располагается администрация города)
- Часовня на городском кладбище
- Деревянные дома первой половины XIX века
- Бывшие казармы российского 13-го драгунского полка

Другие достопримечательности
- Иудейское кладбище
- Кладбище советских воинов

## Галерея

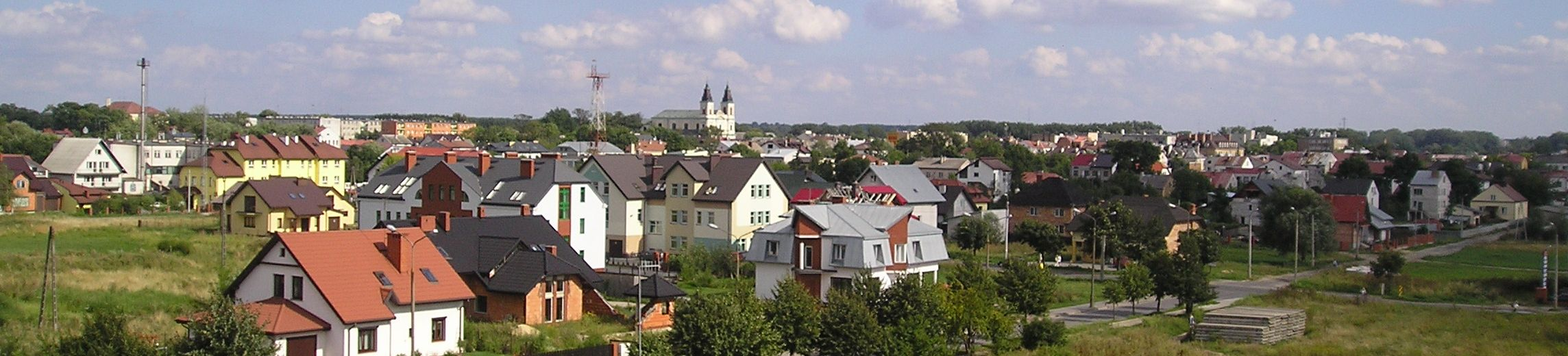
Гарволин — панорама.

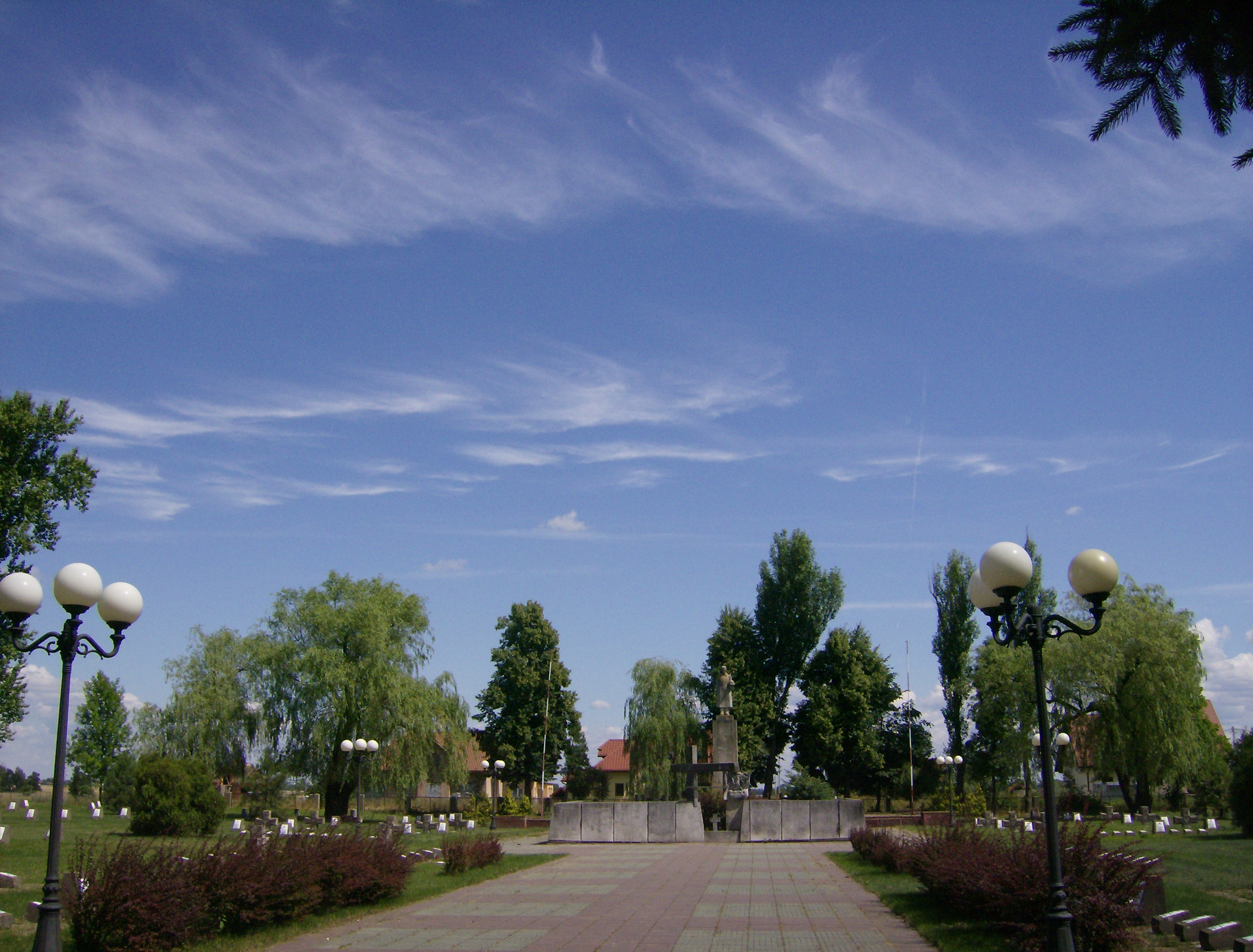
Кладбище советских воинов
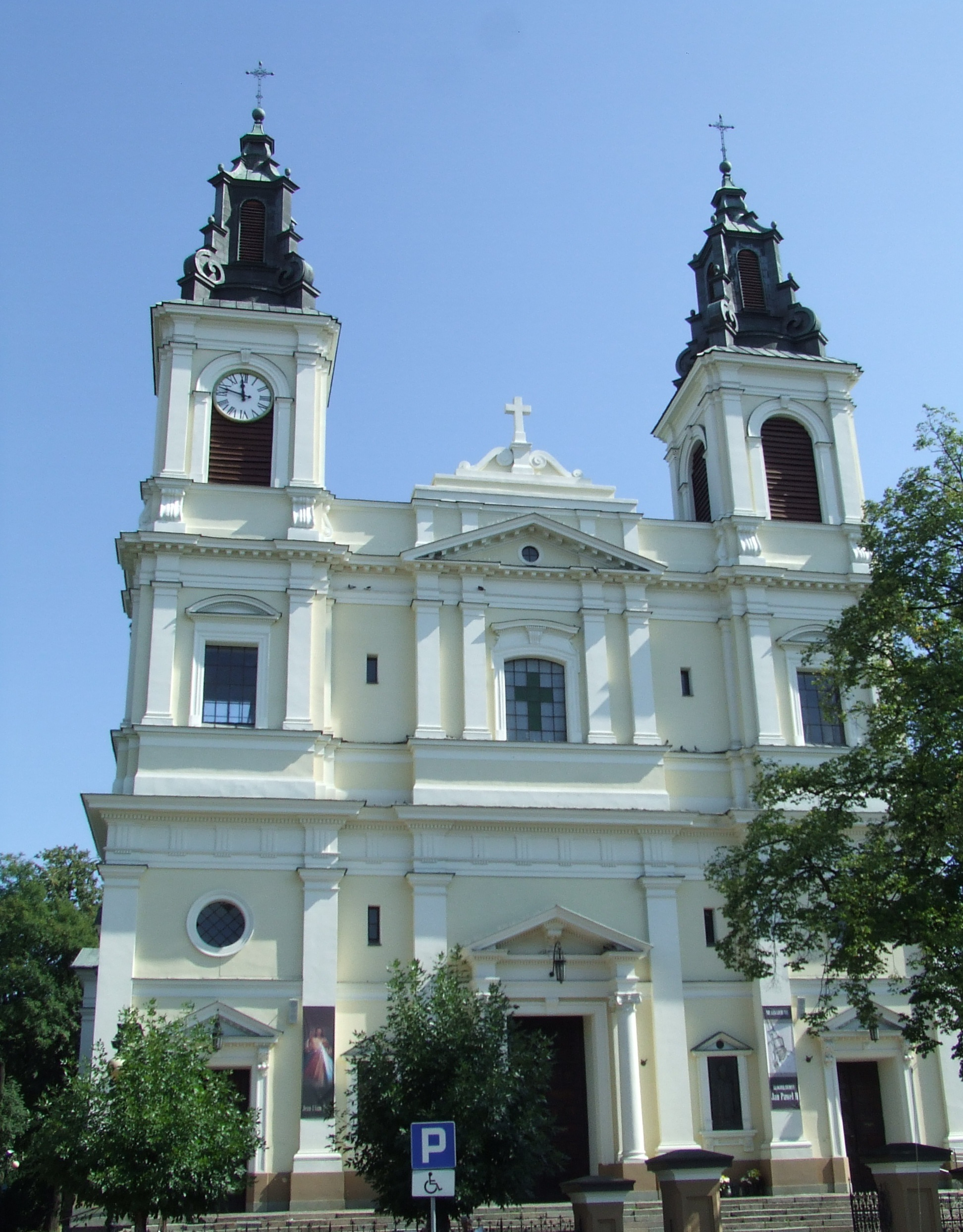
Церковь Преображения Господня
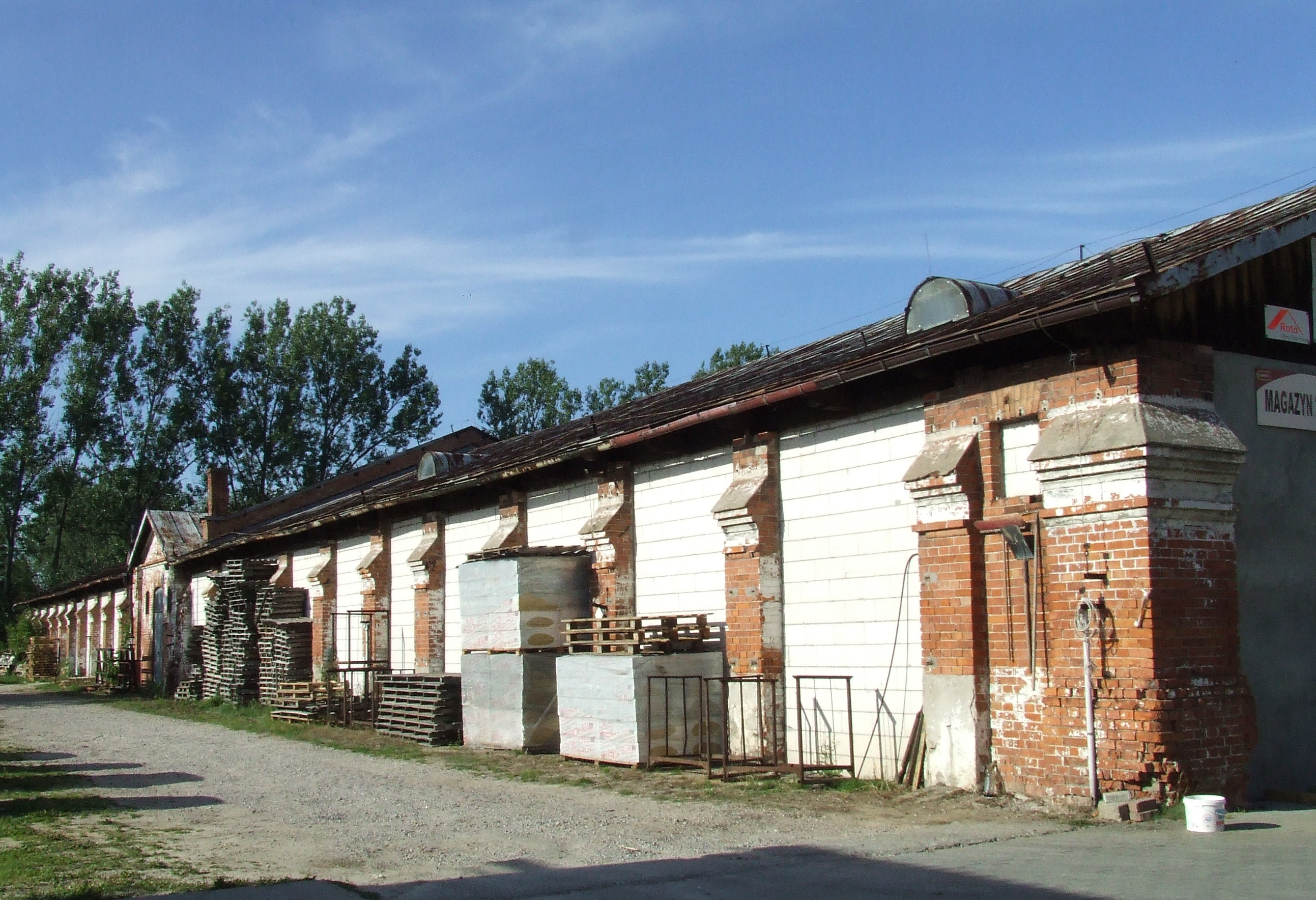
Бывшие кавалерийские конюшни
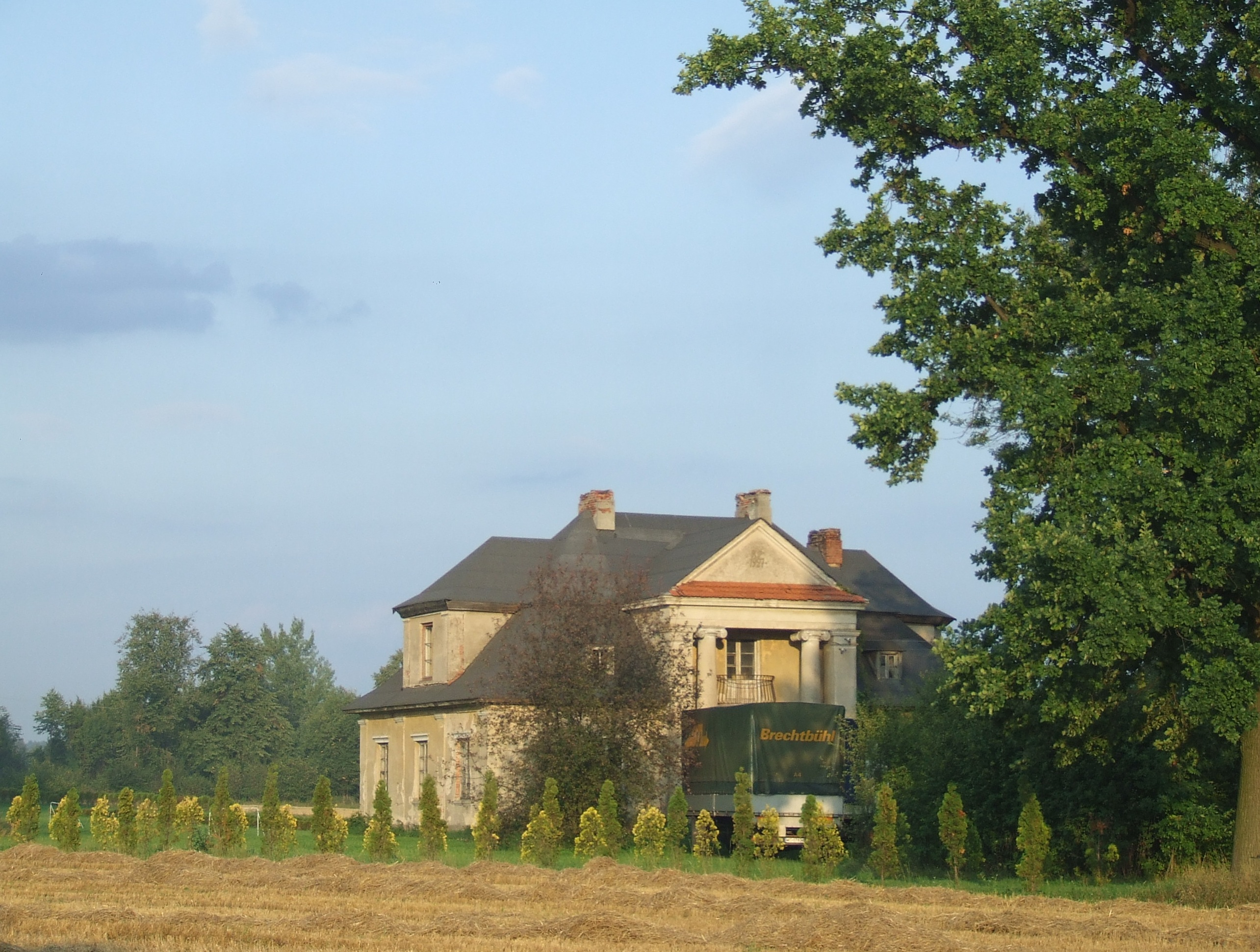
Усадьба
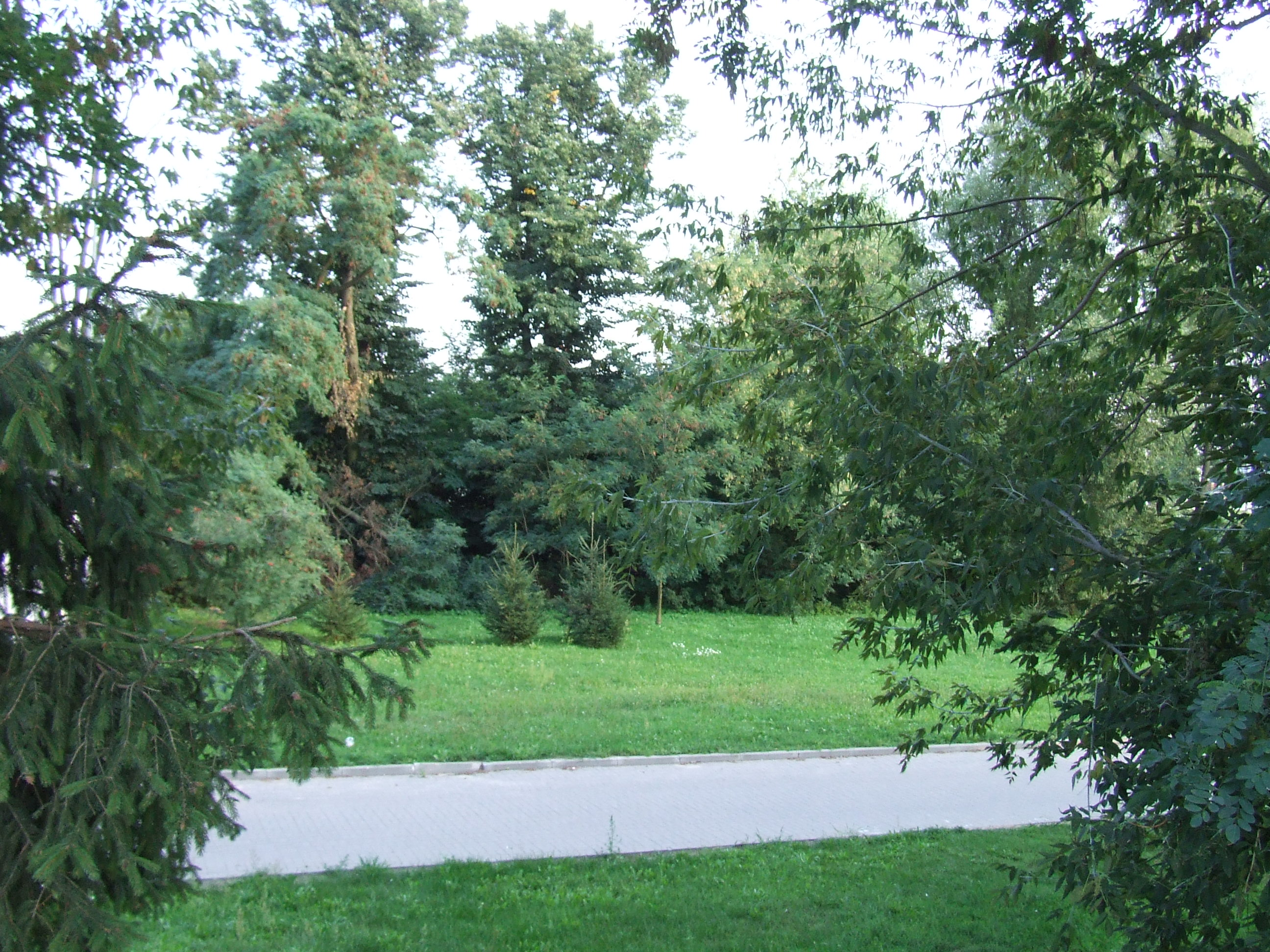
Парк «Сульбины»
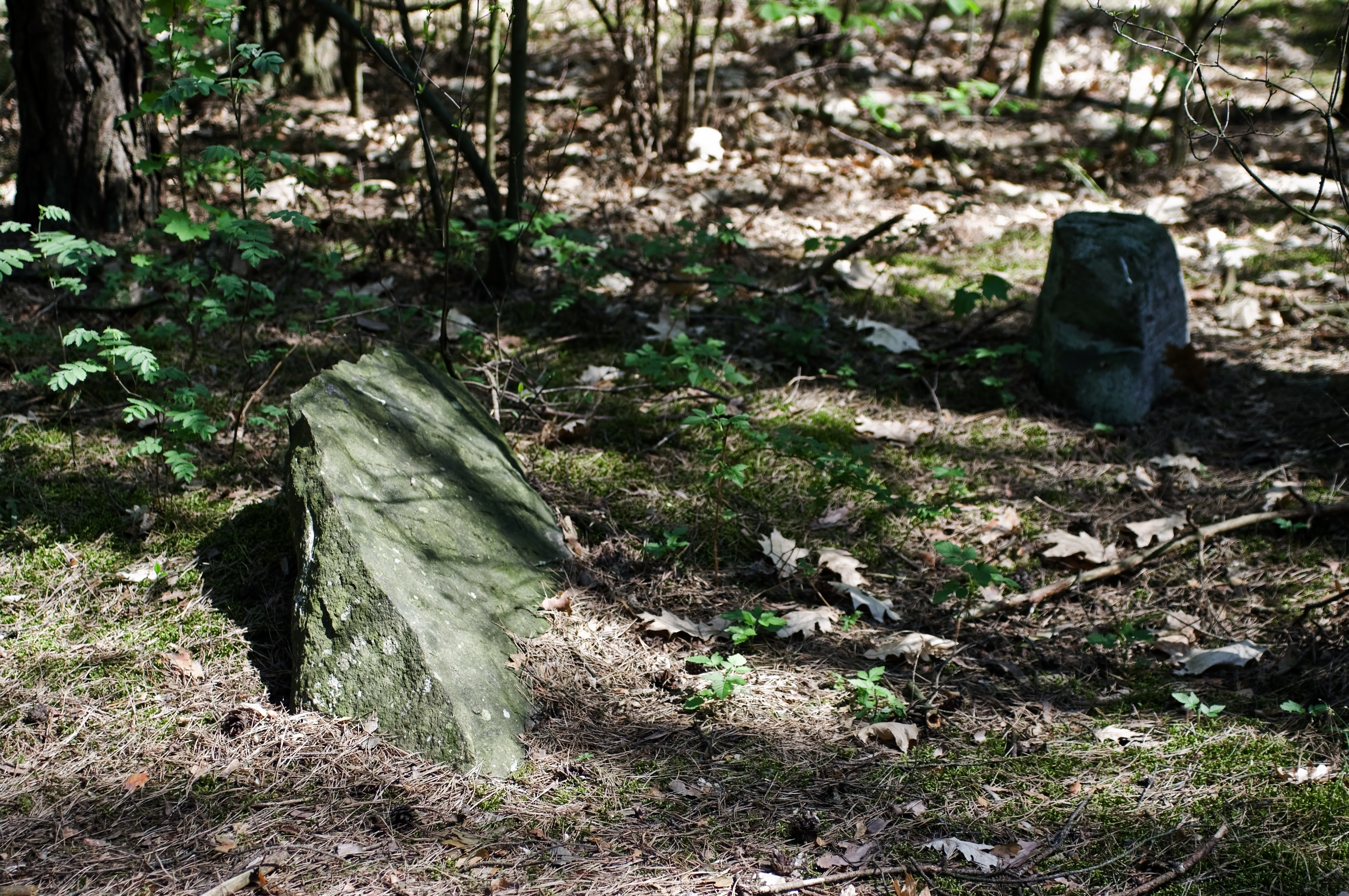
Иудейское кладбище